# Ryō Miyake
Ryō Miyake (三宅諒?, Miyake Ryō; Ichikawa, 24 dicembre 1990) è uno schermidore giapponese, specializzato nella disciplina del fioretto.

## Palmarès
In carriera ha conseguito i seguenti risultati:
- Mondiali di scherma

Parigi 2010: bronzo nel fioretto a squadre.
- Giochi Olimpici

Londra 2012: argento nel fioretto a squadre.